# The Mindy Project

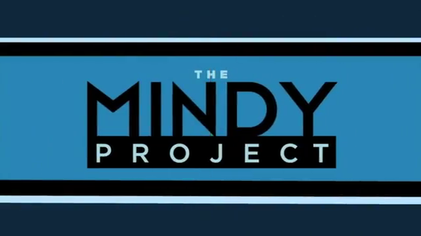
Logo de la serie.

The Mindy Project fue una serie de televisión estadounidense que se estrenó en su país de origen en la cadena Fox y se emite los martes por la noche. La serie, creada y protagonizada por Mindy Kaling, es una producción de Universal Television.
Tras emitirse los primeros episodios de The Mindy Project la cadena encargó una temporada completa, y meses después fue renovada por una segunda temporada. El 7 de marzo de 2014, The Mindy Project fue renovada por una tercera temporada.
En España se estrenó en el canal Cosmopolitan TV.
El 6 de mayo de 2015, Fox canceló la serie después de tres temporadas. El 15 de mayo, Hulu renovó la serie para una cuarta temporada de 26 episodios. El 14 de mayo de 2016, fue renovado para una quinta temporada y finalmente el 29 de marzo de 2017, fue renovada para una sexta y última temporada, a estrenarse el 12 de septiembre de 2017.

## Sinopsis
La serie se desarrolla en torno al personaje de la obstetra Mindy Lahiri (Mindy Kaling) en su vida personal y profesional. Ella intenta encontrar el equilibrio perfecto, rodeada de sus atípicos compañeros de trabajo con los que comparte un pequeño consultorio médico. Kaling se inspiró en su propia madre, ginecóloga en la vida real, para crear este personaje.

## Reparto principal
- Mindy Kaling como Dra. Mindy Kuhel Lahiri.
- Chris Messina como Dr. Daniel "Danny" Alan Castellano.
- Ed Weeks como Dr. Jeremiah "Jeremy" Reed.
- Anna Camp como Gwendolyn "Gwen" Grandy.
- Zoe Jarman como Betsy Putch.
- Amanda Setton como Shauna Dicanio.
- Stephen Tobolowsky como Dr. Marc Shulman.
- Ike Barinholtz como Morgan Fairchild Ransom Tookers.
- Beth Grant como Beverley Janoszewski.
- Xosha Roquemore como Tamra Webb.
- Adam Pally como Dr. Peter Prentice.
- Fortune Feimster como Colette Kimball-Kinney.
- Garret Dillahunt como Dr. Jody Kimball-Kinney.

### Recurrente
- Mark Duplass como Brendan Deslaurier.
- Rhea Perlman como Annette Castellano.
- Anders Holm como Casey Peerson.
- Glenn Howerton como Heathcliff "Cliff" Gilbert.
- Jenny O'Hara como Dot.
- Tommy Dewey como Josh Daniels.
- Jay Duplass como Duncan Deslaurier.
- Tracey Wigfield como Dr. Lauren Neustadter.
- Dan Bakkedahl como Dr. Adrian Bergdahl.
- Mort Burke como Parker.
- Utkarsh Ambudkar como Rishi Lahiri.
- Mary Grill como Maggie.
- Max Minghella como Richie Castellano.
- Chloë Sevigny como Christina Porter.
- Andrew Bachelor
- Kelen Coleman como Alex.
- Bill Hader como Dr. Tom McDougall.
- Tate Ellington como Dr. Rob Gurgler.
- Richard Gant como Melville Fuller.
- Niecy Nash como Dra. Jean Fishman.
- Gita Reddy como Neepa.
- B.J. Novak como Jamie.
- Tim Daly como Charlie Lang.
- Joanna Garcia como Sally Prentice.
- Ellie Kemper como Heather.
- Rob McElhenney como Lou Tookers.
- Cristin Milioti como Whitney.
- Eliza Coupe como Chelsea.
- Jay R. Ferguson como Drew Schakowsky.
- Sakina Jaffrey como Sonu Lahiri.
- Ajay Mehta como Tarun Lahiri.
- Randall Park como Dr. Colin Lee.
- Josh Peck como Ray Ron.
- Kevin Smith como él mismo.
- Julia Stiles como Dra. Jessica Lieberstein.
- Allison Williams como Jillian.
- Bryan Greenberg como Ben.

## Reparto de doblaje al castellano
| Personaje            | Actor de doblaje (España) | Actor original                                   |
| -------------------- | ------------------------- | ------------------------------------------------ |
| Dra. Mindy Lahiri    | Adelaida López            | Mindy Kaling                                     |
| Danny Castellano     | Alejandro García (Peyo)   | Chris Messina                                    |
| Dr. Jeremy Reed      | Eduardo del Hoyo          | Ed Weeks                                         |
| Morgan Tookers       | Jesús Maniega             | Ike Barinholtz                                   |
| Beverly              | Marisa Marco              | Beth Grant                                       |
| Annette Castellano   | Mercedes Espinosa         | Rhea Perlman                                     |
| Dr. Shulman          | Manuel Bellido            | Stephen Tobolowsky                               |
| Brendan Deslaurier   | Lorenzo Beteta            | Mark Duplass                                     |
| Duncan Deslaurier    | Guillermo Romero          | Jay Duplass                                      |
| Créditos técnicos    |                           |                                                  |
| Estudio de doblaje   | Estudio de doblaje        | BEST DIGITAL, Madrid.                            |
| Director de Doblaje  | Director de Doblaje       | Marisa Marco (Temp. 1ª-4ª) Pedro Tena (Temp. 5ª) |
| Traductor de Doblaje | Traductor de Doblaje      | Álvaro Méndez                                    |

## Episodios
| Temporada | Temporada | Episodios | Emisión original         | Emisión original        |
| Temporada | Temporada | Episodios | Primera emisión          | Última emisión          |
| --------- | --------- | --------- | ------------------------ | ----------------------- |
|           | 1         | 24        | 25 de septiembre de 2012 | 14 de mayo de 2013      |
|           | 2         | 22        | 17 de septiembre de 2013 | 6 de mayo de 2014       |
|           | 3         | 21        | 16 de septiembre de 2014 | 24 de marzo de 2015     |
|           | 4         | 26        | 15 de septiembre de 2015 | 5 de julio de 2016      |
|           | 5         | 14        | 4 de octubre de 2016     | 28 de marzo de 2017     |
|           | 6         | 10        | 12 de septiembre de 2017 | 14 de noviembre de 2017 |